# Hil dig, frelser og forsoner
Hil dig, frelser og forsoner er en dansk salme, der er skrevet af N.F.S. Grundtvig omkring 1837 og trykt første gang i Sang-Værk til den Danske Kirke. Melodien er komponeret af Caspar Christian Hoffmann i 1878, alternativ melodi er komponeret af Thomas Laub omkring 1890.
Salmen bruges typisk til påske og omhandler Jesu lidelse som udtryk for Guds uendelige kærlighed. 

## Tekst
Grundtvigs tekst har baggrund i et latinsk digterværk, Salve mundi salutare, som Grundtvig selv mente var skrevet af Bernhard af Clairvaux, men som sidenhen er tilskrevet Arnulf af Louvain før 1250.
På dansk har værket titlen "Bøn på vers ved hvert af lemmerne på den lidende og til korset fæstnede Kristus".
Det er opdelt i syv afsnit, hvor hvert afsnit tager udgangspunkt ved en del af den korsfæstedes torterede legeme, fra fødderne til ansigtet. Hil dig, frelser og forsoner er det første digt, Ad pedes.
Salve mundi salutare har også været udgangspunkt for Dieterich Buxtehudes Membra Jesu Nostri, og det syvende afsnit for Paul Gerhardts O hoved, højt forhånet.
Grundtvigs gendigtning er meget fri.
Grundtvigs salme er at finde i Den Danske Salmebog som nummer 192.
Der har den ni strofer med fem verselinjer hver. Rimmønstret er AABBc.
De fire første verselinjer har hver 8 stavelser, mens den sidste verselinje har 7.
Grundtvigs oprindelige tekst findes i en version med 12 strofer, hvor det er 2. ("For Dit Ansigt vil jeg træde"), 3. ("I Dit røde Hav jeg havner") og 4. ("Ak, hvor fattig! ak, hvor nøgen!") strofer at Salmebogen udlader.
Teksten læses som en henvendelse til Jesus, hvor tekstens "du" er møntet på Jesus. 
Et par af stroferne er udformet som spørgsmål, mens tekstens sidste strofer er udformet som en bøn. 
Det gælder for eksempel den oprindelige versions 10. vers (salmebogsversionens 7. vers) der lyder:
Du som har dig selv mig givet, 

lad i dig mig elske livet, 

så for dig kun hjertet banker, 

så kun du i mine tanker

er den dybe sammenhæng
For Else Marie Bukdahl handler salmen om "hvad det betyder for mennesket, at Jesus kom til jorden og viste os sin kærlighed ved at leve vort liv og dø den mest grusomme død, som fandtes på det tidspunkt, nemlig korsdøden" og at "Jesus på en helt kompromisløs måde har vist os, at kærligheden er stærkere end døden, og at hans kærlighed er en fuldstændig ufortjent gave, som vi ikke kan gengælde".

## Melodi
Caspar Christian Hoffmanns melodi er fra 1878.
Den melodi er karakteriseret af to faldende kvarter, ved "Hil dig" og "Verden"  efterfulgt af hhv en stor og en lille opadgående sekst. 
Derudover er der op- og nedadgående bevægelser i små trin, udelukkende diatoniske halv- og heltoner.
Toneomfanget er en oktav.
Hastigheden i melodien ændres igennem strofen: De to første verselinjer tages over hver tre takter, mens tredje og fjerde verselinje klares på hver blot to takter. Den sidste verselinje, som har én færre stavelse, er udtrakt til fire takter.
Taktarten noteres i 4/4.
I Salmebogen har Hoffmann også fået salmen Den store mester kommer optaget.

## Vurdering
I en mindre afstemning ved årtusindeskiftet 2000 blandt medlemmer af Dansk Kirkemusikerforening blev Grundtvigs tekst kåret til "Årtusindets danske salme", mens Hoffmans melodi fik en delt femteplads i listen for "Årtusindets danske salmemelodi".
Jan Lindhardt har berettet at salmen var et "top-hit" blandt flere årgange af konfirmander.
Den moderne salmedigter Simon Grotrian har fremhævet salmen og sagt at "det er en både personlig og nødvendig salme, hvor man fornemmer, at Grundtvig har været helt ude i hjørnerne af sit eget liv for at kunne påkalde Gud på dén måde, han gør her".
Else Marie Bukdahl fandt den udtrykte sig "i enkle vendinger og i et stærkt og malende billedsprog, som brænder sig ind i fantasien".
Derimod har Torben Brostrøm været kritisk og har ment at den var "ingenlunde let at gå til med den sære syntaks" og at den havde "en svullen billedtale om Jesu blod som en flod, der kan vælte sten og smelte isbjerge og aftvætte ens egen blodskyld."

## Indspilninger og versioner
Pia Raug indspillede en version med pianisten Steve Dobrogosz til sit album Håbet udgivet i 1991.
Anne Dorte Michelsen indspillede i 2003 en version af sangen.
En videooptagelse af en koncertopførsel med DR PigeKoret og Nabiha stammer fra den 24. september 2017 og har et usædvanligt arrangement af Phillip Faber.
John Irons har oversat Grundtvigs tekst til engelsk som Hail you Saviour and Redeemer. Den udkom på Syddansk Universitetsforlag sammen med 26 andre salmer i 2013.
Jesper Jensen omskrev salmen til en vise med titlen Hilmar, frelser og forsoner, hvor den var møntet på Hilmar Baunsgaard. Visen blev bragt i Danmarks Radios tv i januar 1968, hvor den skabte kontrovers. En sognepræst afleverede 923 protestunderskrifter og mente at visen havde "overtrådt grænsen mellem det morsomme og det bespottelige eftertrykkeligt", mens Svend Aage Olsen fra Kristelig Lytter- og Fjernseerforening kaldte den blasfemisk.